# Jardinea
Jardinea és un gènere de plantes de la família de les poàcies, ordre de les poals, subclasse de les commelínides, classe de les liliòpsides, divisió dels magnoliofitins.

## Taxonomia
- Jardinea congoensis Franch. ex Hack.
- Jardinea gabonensis Steud.
- Jardinea kibambeleensis Vanderyst